# Пищулин, Андриан Абрамович
Андриан Абрамович Пищулин (21 августа 1902 года (ст.) — 24 сентября 1943 года) — командир мотострелкового батальона, гвардии старший лейтенант, Герой Советского Союза.

## Биография
Родился в семье крестьянина, в селе Семёновка. По метрической записи имя Адриан. Родители: Пищулин Абрам (Авраам) Георгиевич, Пищулина (Истомина) Елена Митрофановна. Русский. Окончил 4 класса начальной школы.
Служил в Красной Армии с 1925 по 1939 год. В 1930 году окончил Омскую пехотную школу имени М. В. Фрунзе. В июне 1941 года снова призван в армию.
В действующей армии с августа 1941 года.
Командир мотострелково-пулемётного батальона 51-й гвардейской танковой бригады (6-й гвардейский танковый корпус, 3-я гвардейская танковая армия, Воронежский фронт) гвардии старший лейтенант Пищулин отличился 22 сентября 1943 года при форсировании Днепра у села Григоровка (ныне Каневский район Черкасской области Украины). В течение 3 дней батальон удерживал захваченный плацдарм, отбивая атаки противника. Был ранен, но не оставил поля боя. Обеспечил плацдарм для переправы всей бригады на правый берег.
Скончался в госпитале от ран 24 сентября 1943 года.
Указом Президиума Верховного Совета СССР от 17 ноября 1943 года за образцовое выполнение заданий командования и проявленные мужество и героизм при форсировании Днепра гвардии старшему лейтенанту Пищулину Андриану Абрамовичу присвоено звание Героя Советского Союза посмертно.
Похоронен в селе Григоровка.

## Награды
Награждён орденом Ленина.